# Franklin Taylor
Franklin Taylor (* 5. Februar 1843 in Birmingham; † 19. März 1919 in London) war ein englischer Pianist und Musikpädagoge.

## Leben und Wirken
Taylor studierte von 1859 bis 1861 am Leipziger Konservatorium bei Louis Plaidy und Ignaz Moscheles. 1863 nahm er in Paris kurze Zeit Unterricht bei Clara Schumann. Ab 1882 war er am Royal College of Music in London Hauptlehrer für Klavier. Er verfasste Progressive Studies for Piano und Technique and Expression in Pianoforte Playing, war außerdem publizistisch tätig und verfasste zahlreiche Artikel für das Grove Dictionary of Music and Musicians. Taylor war der Vater des Generals Maurice Grove Taylor.